# M. Carme Roure Canosa
M.Carme Roure Canosa (Lleida, 1915 - Barcelona, 2004) va ser una mestra, activista política i exiliada després de la Guerra Civil espanyola.
M.Carme Roure, filla d'impressors de Lleida, juntament amb la seva germana Pepita va estudiar Magisteri a l'Escola Normal de Lleida durant la Segona República quan n'era directora Pepita Uriz, pedagoga que havia estat desterrada per Primo de Rivera. Carme Roure es va traslladar a Barcelona, on va iniciar la militància política com a membre de les Joventuts Socialistes Unificades. Posteriorment va formar part del sindicat d'ensenyament socialista (Federació Espanyola de Treballadors d'Ensenyament, FETE-UGT) i del PSUC des de la seva fundació (1936).
Durant la Guerra Civil va col·laborar en la premsa del partit, en publicacions com UHP, l'òrgan del PSUC i la UGT de Lleida. Com a mestra, en la seva joventut formà part dels corrents pedagògics renovadors a les terres de Lleida durant el primer terç del segle xx.
Acabada la guerra es va exiliar primer a França i posteriorment es va establir a l'URSS, on va es va dedicar a l'ensenyament. Roure va estar a la Colònia infantil de Krasnovidovo, amb Baltasar Gasa que actuava d'educador, i va ensenyar espanyol a l'Institut de llengües estrangeres de Moscou. Més tard es va traslladar a Mèxic (1957), on la seva germana Pepita treballava a l'Institut Luís Vives de Mèxic DF, fundat pel Govern de la República amb el suport del president Lázaro Cárdenas. Carme va continuar exercint la seva professió a la Universidad Nacional Autónoma com a professora de rus.
Després d'alguns viatges a Espanya des de mitjans dels seixanta, no va ser fins avançat el procés de transició democràtica que va decidir retornar definitivament a Catalunya (1978). La Llei d'Amnistia li va permetre la seva rehabilitació com a mestre i encara va poder tornar a treballar en una escola de Barcelona fins a la jubilació. En aquesta darrera etapa es va afiliar a CCOO. Al final del 2004, amb poques setmanes de diferència, van morir Pepita i Carme Roure.